# Catamantaloédis
 (décembre 2008).
Si vous disposez d'ouvrages ou d'articles de référence ou si vous connaissez des sites web de qualité traitant du thème abordé ici, merci de compléter l'article en donnant les références utiles à sa vérifiabilité et en les liant à la section « Notes et références ».
Catamantaloédis était un roi des Sequanes.

## Famille
On lui connait un fils, Casticos, qui en -59, essaye de s'emparer du pouvoir chez les Séquane.

## Biographie
Il se fit remarquer lors de l'invasion des Cimbres et des Teutons en 105 av. J.-C. Il s'illustra en battant ceux-ci à la bataille d'Aix en tant qu'allié des Romains et leur barra la route lors de leur retraite vers le nord. Ils capturèrent les chefs des Germains et les livrèrent à Marius, général de l'armée romaine.
Pour cet acte d'amitié envers Rome, il fut désigné « ami du peuple romain » par le sénat romain en 102 av. J.-C..